# 常遇春

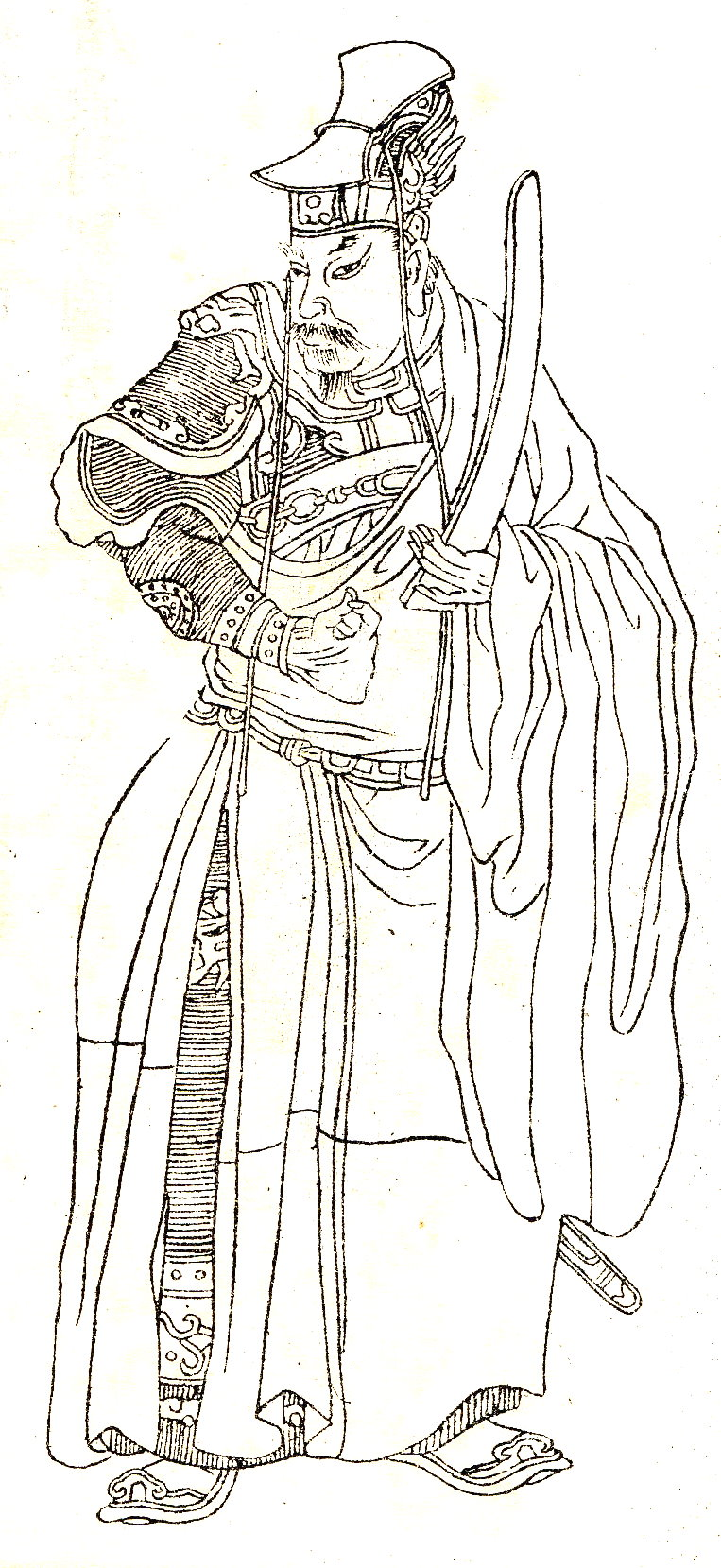
開平王・常遇春　／『晩笑堂竹荘畫傳』より

常 遇春（じょう ぐうしゅん、至順元年（1330年） - 洪武2年7月7日（1369年8月9日））は、中国の明代初期の武将。字は伯仁。

## 事績
懐遠の出身。容貌は魁偉で勇力は卓絶し、射術を得意とした。はじめ劉聚に従って盗賊をしていたが、劉聚は大業を興すことができないと察して見切りをつけ、1354年に明の太祖（朱元璋）が兵をひきいて和陽にいたるとそこへ赴き、麾下に入った。采石磯の戦いでモンゴル軍を破り、采石を占領・平定した。その功により総管都督となる。モンゴルが再度、采石を襲うと筏を操らせてこれを大いに破り、ついで溧陽・集慶へと攻め進んで功績をあげた。
元帥・徐達に従って鎮江・常州を取り、呉の兵が徐達を牛塘で包囲したときはこれを救援し、中翼大元帥に任命された。寧国を攻めていたときに流れ矢にあたるが、そのまま戦って勝利し、別に水軍を組織して池州を下す。
行省都督馬歩水軍大元帥となり婺州を平定、枢密院事となり衢州を攻囲したときには奇兵を使って突入し、兵1万人を捕虜とした。僉枢密院事となり杭州を攻めたが、戦果なく召還された。朱元璋が陳友諒を杭州に追うために留守を命じられたさい、法を厳格に執行し軍民ともに粛然とし逆らう者がなかった。行省参知政事に出世し、安慶を占領する。
常遇春・徐達とならんで功績のある宿将・邵栄が反乱を起こしたときには、朱元璋は死は免れさせたい意向であったが、常遇春はあくまで叛臣は処断すべきであると主張した。また羅友賢・張士誠を破る。太祖が呉王の位につくと平章政事となり、ついで鄂国公に封ぜられ、副将軍を拝命し、太子太保を兼ねるなど、ますます重んじられた。
1368年、徐達とともに兵をひきいて北征し、太原を攻めてモンゴルの将ココ・テムルを遁走させ、也速を全寧に破り、開平を占領した。モンゴル帝を北方に追い払ったので、いったん軍をまとめて帰る途中、柳河川で病没する。享年40。太祖はこの知らせを聞き大いに嘆き、葬列が龍江に達するとそこまで出張り、親しく喪の儀式を執行した。「開平王」を追封され、諡は「忠武」という。
太祖の皇太子朱標の妃常氏（孝康皇后）は、常遇春の娘である。

## 参考
- 『明史』125
- 『明史稿』116
- 『皇明通紀直解』206
- 『国朝献徴録』5
- 『国朝名世類苑』1
- 『今献備遺』1
- 『明名臣言行録』1
- 『皇明名臣琬琰録』1
- 『皇明名臣言仁録』1
- 『皇明人物考』1
- 『皇明開国功臣録』1
- 『本朝人物攷』14